# Мазурка
Мазурка (пољ. mazurek) је пољска народна игра са подручја Мазурије. Мазурка је игра живог темпа у 3/4 такту. Као игра парова мазурка је из народа ушла и у плесне дворане и у XIX веку постала популарна у многим европским земљама. У уметничку музику улази раније (као име дела још 1752. године.) и постаје широм света позната по клавирским мазуркама Фредерика Шопена. У његовој се збирци под називом мазурка налазе стилизовани облици неколико сродних типова пољских народних игара - кујавјака, оберека и мазурке. Химна Пољске је мазурка.
Многи композитори су писали мазурке:
- Фредерик Шопен - Мазурка f-mol op.63
- Карол Шимановски - Мазурка op.50 бр,1
- Станислав Моњушко - мазурка у опери Халка, мазурка у опери Straszny dwór
- Марија Шимановска
- Петар Иљич Чајковски